# Lista de filmes portugueses de 2016
Lista de filmes portugueses de longa-metragem lançados comercialmente em Portugal em 2016, nas salas de cinemas.
Nota: Na coluna coprodução, passando o cursor sobre a bandeira aparecerá o nome do país correspondente.
| #  | Filme                                         | Realização                                               | Género          | Estreia         | Coprodução                           | Class |
| -- | --------------------------------------------- | -------------------------------------------------------- | --------------- | --------------- | ------------------------------------ | ----- |
| 1  | O Amor É Lindo... Porque Sim!                 | Vicente Alves do Ó                                       | Comédia         | 10 de março     | —                                    | M/12  |
| 2  | Aqui em Lisboa: Episódios da Vida da Cidade   | Gabriel Abrantes Denis Côté                              | Drama           | 19 de maio      | —                                    | M/14  |
| 3  | Até Nunca                                     | Benoît Jacquot                                           | Drama           | 29 de dezembro  | França                               | M/14  |
| 4  | Axilas                                        | José Fonseca e Costa                                     | Drama           | 5 de maio       | —                                    | M/16  |
| 5  | Os Belos Dias de Aranjuez                     | Wim Wenders                                              | Drama           | 15 de dezembro  | França · Alemanha                    | M/12  |
| 6  | A Canção de Lisboa                            | Pedro Varela                                             | Comédia         | 14 de julho     | —                                    | M/12  |
| 7  | Cartas da Guerra                              | Ivo Ferreira                                             | Drama           | 1 de setembro   | —                                    | M/14  |
| 8  | O Cinema, Manoel de Oliveira e Eu             | João Botelho                                             | Documentário    | 13 de outubro   | —                                    | M/12  |
| 9  | Cinzento e Negro                              | Luís Filipe Rocha                                        | Drama, suspense | 19 de maio      | Brasil                               | M/12  |
| 10 | Estive em Lisboa e Lembrei de Você            | José Barahona                                            | Drama           | 1 de dezembro   | Brasil                               | M/12  |
| 11 | Gelo                                          | Luís Galvão Teles Gonçalo Galvão Teles                   | Drama, fantasia | 3 de março      | —                                    | M/12  |
| 12 | Gesto                                         | António Borges Correia                                   | Documentário    | 21 de abril     | —                                    | M/12  |
| 13 | Grandes Esperanças                            | Miguel Marques                                           | Documentário    | 16 de junho     | —                                    | M/12  |
| 14 | Jogo de Damas                                 | Patrícia Sequeira                                        | Drama           | 28 de janeiro   | —                                    | M/14  |
| 15 | John From                                     | João Nicolau                                             | Drama           | 31 de março     | —                                    | M/12  |
| 16 | Lisbon Revisited                              | Edgar Pêra                                               | Documentário    | 11 de fevereiro | —                                    | M/14  |
| 17 | A Mãe É que Sabe                              | Nuno Rocha                                               | Comédia         | 8 de dezembro   | —                                    | M/12  |
| 18 | Mudar de Vida: José Mário Branco, Vida e Obra | Nelson Guerreiro Pedro Fidalgo                           | Documentário    | 5 de maio       | França                               | M/12  |
| 19 | Olmo e a Gaivota                              | Petra Costa Lea Glob                                     | Documentário    | 30 de junho     | Brasil · França · Suécia · Dinamarca | M/12  |
| 20 | O Ornitólogo                                  | João Pedro Rodrigues                                     | Drama           | 20 de outubro   | —                                    | M/16  |
| 21 | Posto Avançado do Progresso                   | Hugo Vieira da Silva                                     | Drama           | 17 de março     | —                                    | M/14  |
| 22 | Quatro                                        | João Botelho                                             | Documentário    | 28 de janeiro   | —                                    | M/12  |
| 23 | Rasgar o Passado                              | João Costa Luís Diogo Cláudio Jordão José Miguel Moreira | Drama           | 20 de outubro   | —                                    | M/12  |
| 24 | Refrigerantes e Canções de Amor               | Luís Galvão Teles                                        | Comédia         | 25 de agosto    | —                                    | M/12  |
| 25 | Rio Corgo                                     | Sérgio da Costa Maya Kosa                                | Documentário    | 5 de maio       | Suíça                                | M/12  |
| 26 | SACA: O Filme de Tiago Pires                  | Júlio Adler                                              | Documentário    | 10 de novembro  | —                                    | M/12  |
| 27 | A Toca do Lobo                                | Catarina Mourão                                          | Documentário    | 3 de novembro   | —                                    | M/12  |